# جون لي أوجستين
جون لي أوجستين (بالإنجليزية: John-Lee Augustyn)‏ مواليد 10 أغسطس 1986 في كمبرلي، كيب الشمالية، جنوب أفريقيا، هو دراج جنوب أفريقي سابق في صنف سباق الدراجات على الطريق. سبق أن شارك في دورة الألعاب الأولمبية الصيفية.

## وصلات خارجية
- الموقع الرسمي

## روابط خارجية
- جون لي أوجستين على موقع الاتحاد الدولي للدراجات (الإنجليزية)
- جون لي أوجستين على موقع أرشيف الدراجات (الإنجليزية)
- جون لي أوجستين على موقع إحصائيات الدراجات الإحترافية (الإنجليزية)
- جون لي أوجستين على موقع نسبة الدراجات (الإنجليزية)
- جون لي أوجستين على موقع CycleBase (الإنجليزية)
- جون لي أوجستين على موقع أوليمبيديا (الإنجليزية)